# Arielle Ahouansou
Vèna Arielle Ahouansou est une médecin et entrepreneure béninoise. En 2017, elle a fondé Kea Medicals, une start-up d’identification médicale universelle (IMU) pour tous les patients. 

## Biographie

### Enfance et vie privée
Née à Cotonou, d'un père administrateur des finances, Vèna Arielle Ahouansou s'est nourrrie depuis l'enfance le rêve de devenir médecin.

### Formation et carrière
Après avoir eu le baccalauréat, son père l'envoie à la faculté de médecine à Parakou. Durant ses études, elle s'est aussi autoformée sur le leadership féminin, le management et les transformations communautaires pour créer l'ONG Refled au secours des filles et femmes. En fin de formation, elle prepare sa thèse sur le système de santé béninois.
Elle crée en janvier 2017, le logiciel ''Kea Medicals Pharmaceuticals & Technologies'' pour numériser les informations des patients,. Femme innovante, elle dit être inspirée d'une perte de données ayant coûté la vie à une patiente alors qu'elle était en stage dans cet hôpital ,. Son logiciel, disponible aussi en application mobile, est accueilli par des consommateurs béninois et ceux de plusieurs pays africains.

### Distinction
Docteur Arielle Ahouansou est lauréate de plusieurs récompenses comme le prix ''projet Afrique Future In Afrique'' en 2018 et le ''Grand Prix 2019 de l'innovation'' organisé  à Paris.